# Кэлимэнешть
Кэлимэнешть (Калиманешты, рум. Călimănești, Кэлимэнешть) — село в Ниспоренском районе Молдавии. Относится к сёлам, не образующим коммуну.

## География
Село расположено на высоте 49 метров над уровнем моря.

## Население
По данным переписи населения 2004 года, в селе Кэлимэнешть проживает 1021 человек (500 мужчин, 521 женщина).
Этнический состав села:
| Национальность | Число жителей | Процентный состав |
| -------------- | ------------- | ----------------- |
| молдаване      | 928           | 90.89             |
| румыны         | 83            | 8.13              |
| русские        | 7             | 0.69              |
| украинцы       | 2             | 0.2               |
| гагаузы        | 1             | 0.1               |
| Всего          | 1021          | 100%              |